# 潘波勒站
潘波勒站是法国的一个铁路车站，位于法国西北部城市潘波勒。

## 位置
潘波勒站位于普卢瓦雷－潘波勒铁路541.517公里处，也是该铁路的终点。站址位于潘波勒市区的南部。车站大致呈东北-西南走向，主站房位于铁路线西北侧。
潘波勒站尽管是终点站，但并非标准的尽头式车站。铁路线在潘波勒站东北延伸了约100米。

## 站台设置
| 东南↑ |             |              |
|       |             | （较少使用） |
|       | 岛式        |              |
|       |             | 甘冈 →       |
|       | 侧式 主站房 |              |
| 西北↓ |             |              |

## 停靠线路
以下列车线路在潘波勒站停靠：
| 潘波勒站列车线路表 |      |          |          |              |
| 线路               | 车种 | 上一站   | 下一站   | 大致运行频率 |
| 甘冈—潘波勒        | TER  | 朗塞尔弗 | （终点） | 每天6趟左右  |
| 1.                 |      |          |          |              |

## 配套交通

### 长途客车
潘波勒站配套的长途客车上下车地点位于潘波勒站东侧，是一个开放式的汽车站台。
| 停靠潘波勒站的大巴车 |                 | |
| 上下车地点           | 运营单位        | 主要线路及目的地 |
| 潘波勒站             | BREIZHGO Ti'Bus | 1 普卢埃泽克 · 朗卢 · 普卢阿 · 圣凯波特里厄 · 比尼克-滨海埃塔布勒 · 波尔迪克 · 普莱兰 · 圣布里厄 4 朗沃隆 · 圣布里厄 6 卡旺 · 甘冈 · 普卢阿加特 · 沙泰洛德朗 · 普莱尔讷夫 · 圣布里厄 24 普卢巴拉内克 25 普勒比扬 · 朗莫代 · 莱扎尔德里厄 27 莱扎尔德里厄 · 普勒达涅勒 · 普勒默尔戈捷 · 特雷达尔泽克 · 特雷吉耶 · 拉罗什若迪 · 朗戈阿特 · 科阿特雷旺 · 朗梅兰 · 特雷泽尼 · 罗斯佩兹 · 朗尼永 |
| 潘波勒站             | SNCF Car TER    | （当某条铁路线施工或罢工时，SNCF可能会提供途径该线路沿途站点的大巴车） |
| 1. 2. 3.             |                 | |

### 城市公共交通
潘波勒站附近暂无城市公共交通线路。

### 社会车辆
潘波勒站门口设有社会车辆停车场。

## 临近车站
| 潘波勒站（Gare de Paimpol）          |                  |          |
| 上行车站                             | 线路             | 下行车站 |
| 朗塞尔弗乘降所 5.8km ←               | 甘冈－潘波勒铁路 | （终点） |
| - 本表仅显示开通客运服务的线路及车站 |                  |          |